# Syllepte acridentalis
Syllepte acridentalis là một loài bướm đêm trong họ Crambidae.